# Fantasia (film fra 1940)
 For alternative betydninger, se Fantasia. (Se også artikler, som begynder med Fantasia)
Fantasia er en amerikansk musikalsk animationsfilm fra 1940, som er produceret og udgivet af Walt Disney Productions med historie-instruktion af Joe Grant og Dick Huemer og produktionssupervision af Walt Disney og Ben Sharpsteen. Filmen er den tredje animerede spillefilm i rækken af Disneys klassiskere, som er produceret af Walt Disney Studios, og filmen består af otte animerede sekvenser med hver sin historie og uden dialog, som ledsager otte klassiske musikstykker. Musikstykkerne er anført af Leopold Stokowski, hvoraf syv af de otte bliver fremført af Philadelphia Orchestra. Musikanmelder og komponist Deems Taylor optræder sammen med orkesteret i live-action mellem hver af de otte animerede sekvenser, hvor han introducerer musiksekvenserne. 
Disney fandt på filmens format og koncept i 1938, da studiet var nær færdig med deres seneste Silly Symphonies-tegnefilm Troldmandens lærling, som studiet håbede ville kunne give Mickey Mouse-karakteren et comeback, da hans popularitet blandt publikum var faldende. Da produktionsomkostningerne snart overgik, hvad studiet forventede at kunne indtjene på tegnefilmen, besluttede Disney at inkludere den i en film i spillefilmslængde, hvor den ville blive akkompagneret af flere animerede sekvenser anført af klassiske musikstykker med Stokowski og Taylor som konduktorer. Soundtracket blev indspillet ved brug af adskillige lydspor og reproduceret med Fantasound, en pioner-lydsystem, som blev udviklet af Disney og RCA, hvilket gjorde Fantasia til den første kommercielle film til at blive vist i stereolyd og var en forløber til surround sound.
Fantasia blev i første omgang kun udgivet i biografer i 13 udvalgte byer i USA mellem 1940 og 1941; med den første værende i Broadway Theatre i New York City den 13. november 1940. Til trods for positive anmeldelser, lavede filmen nær ingen profit, da bl.a billetindtjeningen blev en stor skuffelse, da 2. verdenskrig gjorde det umuligt at få filmen udbredt til de europæiske og asiatiske markeder, sammenholdt med filmens høje produktionsomkostninger og udgifterne efter at have udviklet Fantasound-udstyr og at have lejet biografer til fremvisningerne. Siden 1942 er filmen genudgivet flere gange af RKO Radio Pictures og Buena Vista Distribution med dets originale indhold være blevet slettet, ændret, tilpasset eller fornyet ved hver version. Efter tilpasning af inflation, er Fantasia blandt de 25 bedst-indtjente film gennem tiden i USA.
Fantasia-franchisen er siden vokset til inkludere videospil, Disneyland-forlystelser og en række live-koncerter. I 1999 blev en efterfølger til filmen, Fantasia 2000, co-produceret af Walt Disneys nevø, Roy E. Disney, udgivet. Fantasia er vokset i anerkendelse over årene; i 1998 placerede American Film Institute filmen som nummer 58 på deres "100 Years...100 Movies"-liste og på en 5. plads på listen over de bedste animerede film. Filmen blev ligeledes i 1990 udvalgt til at blive tilføjet til de forenedes staters nationale filmregister, National Film Registry af Library of Congress, da de bedømte den til at være "kulturel, historisk og æstetisk betydningsfuld".

## Historien bag
Disney fik allerede i 1938 en idé om at lave en tegnefilm baseret på historien om Troldmandens lærling, hvor Paul Dukas' musik af samme navn skulle akkompagnere filmen. En dag, da Disney sad ved en restaurant og drak en kop kaffe, mødte han tilfældigvis dirigenten Leopold Stokowski. Disney fortalte, at han var en stor beundrer af hans arbejde, og det viste sig at beundringen var gensidig. De to faldt i snak, og Disney fortalte om sin idé med Troldmandens lærling, som Stokowski syntes godt om, og han tilbød så sin hjælp sammen med sit orkester. Samarbejdet var så vellyket, sat Stokowski foreslog at lave en hel spillefilm som en koncert. Disney slog til, og de diskuterede sig frem til, hvilke musikstykker der skulle med. Stokowski gav også filmens dens navn.

## Indhold
Sekvenserne i Fantasia er meget forskellige fra hinanden og lader sig vanskeligt beskrive samlet. Derfor vil de herunder blive omtalt hver for sig.

### Sekvens 1:Toccata og fuga i d-molafJohann Sebastian Bach
Denne sekvens starter som en almindelig koncertoptagelse med The Philadelphia Orchestra dirigeret af Leopold Stokowski. Men gradvis forvandler sekvensen sig til en animeret leg med former og farver, der benytter både figurative (fx violinbuer) og abstrakte afspejlinger af musikken. Sekvensen blev designet af bl.a. Oskar Fischinger, hvis ideer dog var lige et nummer for komplekse for Disney. Bachs Toccata og fuga i d-mol blev oprindeligt komponeret for orgel, men er her arrangeret for symfoniorkester af Leopold Stokowski (der i øvrigt arrangerede og dirigerede al filmens musik, som han også var med til at udvælge).

### Sekvens 2:Nøddeknækker-suitenafPjotr Iljitj Tjajkovskij
Et lille fepige vækker et naturlandskab til live. Syv paddehatte danser en kinesisk dans. Blomster danser ballet på en vandflade. I vandet danser guldfiskene. En gruppe tidsler danser en russisk dans. Visne blade danser på vinden.

### Sekvens 3:Troldmandens lærlingafPaul Dukas
Mickey Mouse har hovedrollen som troldmandens lærling, der fortryller et kosteskaft, men mister kontrollen over situationen. Historien er kendt både fra Lukian i antikken og Goethes Zauberlehrling. Sekvensen blev oprindeligt lavet som selvstændig Silly Symphonies-kortfilm, men så fik Disney ideen til en længere film med sekvenser bygget over klassisk musik. Sekvensen optræder også i Fantasia 2000. Efter sekvensen løber Mickey Mouse op til dirigentpodiet og hilser på Stokowski.

### Sekvens 4:Sacre du printempsafIgor Stravinskij
Dramatisk, men realistisk fremstilling af Jorden og livets skabelse fra stjernetåger, vulkanudbrud og floder af glødende lava til de første primitive væsner, kulminerende i dinosaurernes æra med jordskælv, tørke og voldsomme kampe på liv og død. Da filmen blev lavet, var det stadigvæk ret kontroversielt at tænke på livets opståen som et resultat af naturkrafter frem for guddommelig skabelse. I årevis blev Stravinskij-sekvensen brugt i amerikanske skoler til at vise livets opståen. Stravinskij besøgte Disney-studiet, mens Fantasia var i produktion, og var oprindeligt begejstret over alle aspekter af projektet, men da filmen ikke umiddelbart blev den forventede succes, begyndte han at omtale Fantasia som et makværk, der havde ødelagt hans musik.

### Sekvens 5:PastoralesymfonienafLudwig van Beethoven
Et besøg i antikkens Grækenland, befolket af mytologiske skabninger: Enhjørninge, kentaurer, flyvende heste (Pegasus), englebørn og to af Olympens guder: Vinguden Selenus/Bacchus (to figurer her forenet til én) og en skadefro, lynkastende Zeus. Det er filmens mest udskældte sekvens, idet dens nuttede stil ofte anses som uværdig både for græsk mytologi og Beethovens musik hans værk Pastoralesymfonien. Men for et børnepublikum hører Beethoven-sekvensen til filmens højdepunkter. De topløse kentaur-piger (designet af Freddy Moore) ville være utænkelige i en nutidig Disney-tegnefilm.

### Sekvens 6:Timernes dansafAmilcare Ponchielli
En ballet-parodi danset med stor, komisk alvor af strudse, flodheste, elefanter og alligatorer. Sekvensen er opdelt i fire scener – morgen, dag, aften og nat – med hver sin gennemførte designide, og udgør på mange områder et af filmens kunstneriske højdepunkter. Sekvensens animator Norman Ferguson er bedst kendt for sin animation af Pluto. Musikken er hentet fra et balletindslag i Ponchiellis opera La Gioconda (1876).

### Sekvens 7:En nat på BloksbjergafModest Mussorgskij
Kæmpedæmonen Chernobog vågner på sin bjergtinde og fremmaner en ekspressionistisk hærskare af skeletter, hekse og andre gespenster. Da en kirkeklokke varsler daggryet, forsvinder han tilbage ind i sin bjergtinde. Chernobog er ikke, som Disney-studiets pr-folk engang hævdede, baseret på filmoptagelser af Bela Lugosi, men på optagelser af figurens animator, Bill Tytla.

### Sekvens 8:Ave MariaafFranz Schubert
Et religiøst optog af pilgrimme vandrer langsomt gennem et skovlandskab, der tager form af en katedral. Sekvensen er især berømt for sit meget lange, teknisk komplicerede slutskud, som tog ni fotografer tre døgn at filme med Disney-studiets enorme multiplane-kamera. Både Ave Maria-sekvensen og En nat på Bloksbjerg er designet af den danske kunstner Kay Nielsen.

### Slettet sekvens:Clair de LuneafClaude Debussy
Oprindeligt var det tænkt, at Claire de Lune også skulle være en sekvens, som skulle optræde i filmen, men på grund af filmens længde besluttede Disney at fjerne denne sekvens. Sekvensen blev dog færdiggjort med orkesterindspilning, men aldrig brugt som den oprindeligt skulle. I stedet for blev animationen brugt i filmen Make Mine Music fra 1949 med navnet Blue Bayou.

## Tekniske noter

### Nye klipninger
Fantasia har gennem årtierne været udsendt i adskillige versioner, idet Disney-studiet eksempelvis har fjernet to kentaur-figurer, der i dag ville blive betragtet som racistiske. I 1950'erne blev toppen og bunden af billedet fjernet for at få det til at passe med tidens nye, bredere filmformat.

### Nye musikindspilninger
I 1990 blev musikken genindspillet med moderne lydteknik, men man er siden vendt tilbage til at bruge den oprindelige Stokowski-indspilning.

### Fantasound
Disney var under de under de første indspilninger ikke tilfreds med monolyden, da han følte at det ikke gav den følelse som at side i en koncertsal. Han kom op med idéen at man skulle opsætte mikrofoner op forskelligt og lade dem optage hvert sektion i orkesteret i stereo, og derefter udsende lyden fra forskellige destinationer i højtalerne. Med ét slag havde Disney nu skabt en hel ny lyd-oplevelse som kaldte for "Fantasound", det som senere skulle vise at blive forgængeren til surround sound. Men på det tidspunkt filmen blev udgivet var der ikke mange biografer som havde det udstyr der skulle til for at man kunne opleve denne lyd fuldt ud, så derfor blev teknikken en kæmpe skuffelse dengang. Men senere hen har det vist sig at være langt forud for dens tid, da surround sound i dag er standard for biograffilm.